# Slayers diskografi
Slayer är ett thrash metal-band från USA. Bandet bildades 1981 av gitarristerna Kerry King och Jeff Hanneman, som rekryterade sångaren och basisten Tom Araya och trummisen Dave Lombardo. Slayer har bland annat släppt 10 studioalbum, 1 coveralbum, 2 livealbum och 4 videoalbum och de har tilldelats sex guldcertifikat av Recording Industry Association of America. Slayers två första album, Show No Mercy (1983) och Hell Awaits (1985), som båda släpptes av skivboladet Metal Blade Records, hamnade inte på Billboard 200. Bandet skrev sedan kontrakt med skivbolaget Def Jam Recordings och spelade in albumet Reign in Blood (1986) med Rick Rubin som producent. Reign in Blood var det första av Slayers album som tog sig upp på Billboard-listan, där det som högst låg på nittiofjärde plats. Efter att de släppt South of Heaven (1988) skrev Slayer kontrakt med Rubins nya skivbolag Def American (nuvarande American Recordings) och släppte Seasons in the Abyss (1990). Efter att albumet släppts lämnade Lombardo bandet och ersattes av Paul Bostaph.
Albumet Divine Intervention (1994), det första med Bostaph, tog sig upp på åttonde plats på Billboard-listan. 1998 släpptes albumet Diabolus in Musica och tre år senare kom God Hates Us All, som skulle komma att bli det sista albumet med Bostaph. Under turnén som följde på släppet av God Hates Us All lämnade Bostaph bandet på grund av en armbågsskada och ersattes av Lombardo. Christ Illusion (2006) tog sig upp på femte plats på Billboardlistan och låten "Eyes of the Insane" tilldelades en Grammy i kategorin Best Metal Performance. Slayers senaste studioalbum, World Painted Blood, släpptes 2009 och låg som högst på tolfte plats på Billboard-listan. Hanneman avled i maj 2013, samma månad som Slayer meddelade att Lombardo återigen hade blivit ersatt av Bostaph.

## Album

### Studioalbum
| År                                                    | Albuminformation                                                                                               | Högsta listplaceringar | Högsta listplaceringar | Högsta listplaceringar | Högsta listplaceringar | Högsta listplaceringar | Högsta listplaceringar | Högsta listplaceringar | Högsta listplaceringar | Högsta listplaceringar | Högsta listplaceringar | Högsta listplaceringar | Högsta listplaceringar | Högsta listplaceringar | Certifikat     |
| År                                                    | Albuminformation                                                                                               | AUS                    | BEL                    | DAN                    | FIN                    | FRA                    | NL                     | NZ                     | SCH                    | SV                     | TYS                    | UK                     | USA                    | ÖST                    | Certifikat     |
| ----------------------------------------------------- | --- | ---------------------- | ---------------------- | ---------------------- | ---------------------- | ---------------------- | ---------------------- | ---------------------- | ---------------------- | ---------------------- | ---------------------- | ---------------------- | ---------------------- | ---------------------- | -------------- |
| 1983                                                  | Show No Mercy - Släppt: 3 december 1983 - Skivbolag: Metal Blade (MB #71034-4) - Format: CD, kassettband, LP   | —                      | —                      | —                      | —                      | —                      | —                      | —                      | —                      | —                      | —                      | —                      | —                      | —                      |                |
| 1985                                                  | Hell Awaits - Släppt: 16 september 1985 - Skivbolag: Metal Blade (MB #1040) - Format: CD, kassett, LP          | —                      | —                      | —                      | —                      | —                      | —                      | —                      | —                      | —                      | —                      | —                      | —                      | —                      |                |
| 1986                                                  | Reign in Blood - Släppt: 7 oktober 1986 - Skivbolag: Def Jam (DJ #924131 2) - Format: CD, kassett, LP          | —                      | —                      | —                      | —                      | —                      | —                      | —                      | —                      | —                      | —                      | 47                     | 94                     | —                      | USA: Guld      |
| 1988                                                  | South of Heaven - Släppt: 5 juli 1988 - Skivbolag: Def Jam (DJ #828 080-1) - Format: CD, kassett, LP           | —                      | —                      | —                      | —                      | —                      | 31                     | —                      | —                      | 50                     | —                      | 25                     | 57                     | —                      | USA: Guld      |
| 1990                                                  | Seasons in the Abyss - Släppt: 9 oktober 1990 - Skivbolag: American (AR #846 871-2) - Format: CD, kassett, LP  | —                      | —                      | —                      | —                      | —                      | 69                     | —                      | —                      | 47                     | —                      | 18                     | 40                     | 29                     | USA: Guld      |
| 1994                                                  | Divine Intervention - Släppt: 27 september 1994 - Skivbolag: American (AR #491802 2) - Format: CD, kassett, LP | 27                     | —                      | —                      | —                      | —                      | 31                     | 20                     | 15                     | 10                     | 18                     | 15                     | 8                      | 22                     | USA: Guld      |
| 1998                                                  | Diabolus in Musica - Släppt: 9 juni 1998 - Skivbolag: American (AR #491302 2) - Format: CD, kassett, LP        | 35                     | 23                     | 20                     | 18                     | 23                     | 52                     | 15                     | —                      | 29                     | 32                     | 27                     | 31                     | 40                     |                |
| 2001                                                  | God Hates Us All - Släppt: 11 september 2001 - Skivbolag: American (AR #586 331-2) - Format: CD, LP            | 15                     | 16                     | 32                     | 12                     | 25                     | 30                     | 35                     | 44                     | 18                     | 9                      | 31                     | 28                     | 31                     |                |
| 2006                                                  | Christ Illusion - Släppt: 8 augusti 2006 - Skivbolag: American (AR #9362-44300-2) - Format: CD, LP             | 9                      | 19                     | 14                     | 2                      | 52                     | 8                      | 10                     | 11                     | 4                      | 2                      | 23                     | 5                      | 6                      |                |
| 2009                                                  | World Painted Blood - Släppt: 3 november 2009 - Skivbolag: American (AR #8697-41318-2) - Format: CD, LP        | 9                      | 38                     | 21                     | 12                     | 28                     | 15                     | 16                     | 14                     | 21                     | 7                      | 41                     | 12                     | 13                     |                |
| 2015                                                  | Repentless - Släppt: 11 september 2015 - Skivbolag: Nuclear Blast - Format: CD, LP                             | 3                      |                        | 9                      |                        | 7                      |                        |                        |                        | 5                      | 1                      | 11                     | 4                      |                        | Tyskland: Guld |
| "—" betecknar att albumet inte tog sig upp på listan. | |                        |                        |                        |                        |                        |                        |                        |                        |                        |                        |                        |                        |                        |                |

### Coveralbum
| 1996                                                  | Undisputed Attitude - Släppt: 28 maj 1996 - Skivbolag: American (AR #491803 2) - Format: CD, kassett, LP | 16 | 38 | 27 | 43 | 33 | 22 | — | 20 | 45 | 31 | 34 | 43 |
| "—" betecknar att albumet inte tog sig upp på listan. | |    |    |    |    |    |    |   |    |    |    |    |    |

### Livealbum
| År                                                    | Albuminformation                                                                                              | Högsta listplaceringar | Högsta listplaceringar | Högsta listplaceringar | Högsta listplaceringar |
| År                                                    | Albuminformation                                                                                              | NL                     | TYS                    | UK                     | USA                    |
| ----------------------------------------------------- | --- | ---------------------- | ---------------------- | ---------------------- | ---------------------- |
| 1984                                                  | Live Undead - Släppt: 16 november 1984 - Skivbolag: Metal Blade (MB #3984-14033-2) - Format: CD, kassett, LP  | —                      | —                      | —                      | —                      |
| 1991                                                  | Decade of Aggression - Släppt: 22 oktober 1991 - Skivbolag: American (AR #491801 2) - Format: CD, kassett, LP | 79                     | 77                     | 29                     | 55                     |
| 2010                                                  | The Big 4 Live from Sofia, Bulgaria - Släppt: 29 oktober 2010 - Skivbolag: - Format: DVD                      |                        |                        |                        |                        |
| "—" betecknar att albumet inte tog sig upp på listan. | |                        |                        |                        |                        |

## Samlingsboxar
| År   | Boxinformation                                                                                                |
| ---- | --- |
| 2003 | Soundtrack to the Apocalypse - Släppt: 25 november 2003 - Skivbolag: American (AR #0001637) - Format: CD, DVD |
| 2010 | The Vinyl Conflict - Släppt: 12 oktober 2010 - Skivbolag: American (AR #0001637) - Format: LP                 |

## EP-skivor
| År                                                    | Albuminformation                                                                                          | Högsta listplaceringar | Högsta listplaceringar | Högsta listplaceringar | Högsta listplaceringar |
| År                                                    | Albuminformation                                                                                          | DAN                    | FIN                    | SCH                    | SV                     |
| ----------------------------------------------------- | --- | ---------------------- | ---------------------- | ---------------------- | ---------------------- |
| 1984                                                  | Haunting the Chapel - Släppt: 4 augusti 1984 - Skivbolag: Metal Blade (MB #71083-1) - Format: CD, kassett | —                      | —                      | —                      | —                      |
| 2006                                                  | Eternal Pyre - Släppt: 6 juni 2006 - Skivbolag: American (AR #5439156852) - Format: CD                    | 3                      | 2                      | 88                     | 48                     |
| "—" betecknar att albumet inte tog sig upp på listan. | |                        |                        |                        |                        |

## Singelskivor

### Singlar
| År                                                    | Titel                      | Högsta listplaceringar | Högsta listplaceringar | Album                |
| År                                                    | Titel                      | DAN                    | UK                     | Album                |
| ----------------------------------------------------- | -------------------------- | ---------------------- | ---------------------- | -------------------- |
| 1983                                                  | "Black Magic"              | —                      | —                      | Show No Mercy        |
| 1985                                                  | "Hell Awaits"              | —                      | —                      | Hell Awaits          |
| 1986                                                  | "Raining Blood"            | —                      | 64                     | Reign in Blood       |
| 1986                                                  | "Angel of Death"           | —                      | —                      | Reign in Blood       |
| 1986                                                  | "Necrophobic"              | —                      | —                      | Reign in Blood       |
| 1986                                                  | "Postmortem"               | —                      | —                      | Reign in Blood       |
| 1987                                                  | "Criminally Insane"        | —                      | —                      | Reign in Blood       |
| 1988                                                  | "South of Heaven"          | —                      | —                      | South of Heaven      |
| 1988                                                  | "Mandatory Suicide"        | —                      | —                      | South of Heaven      |
| 1990                                                  | "War Ensemble"             | —                      | —                      | Seasons in the Abyss |
| 1990                                                  | "Dead Skin Mask"           | —                      | —                      | Seasons in the Abyss |
| 1990                                                  | "Spirit in Black"          | —                      | —                      | Seasons in the Abyss |
| 1991                                                  | "Seasons in the Abyss"     | —                      | 51                     | Seasons in the Abyss |
| 1994                                                  | "Dittohead"                | —                      | —                      | Divine Intervention  |
| 1995                                                  | "Serenity in Murder"       | —                      | 50                     | Divine Intervention  |
| 1996                                                  | "I Hate You"               | —                      | —                      | Undisputed Attitude  |
| 1998                                                  | "Stain of Mind"            | —                      | —                      | Diabolus in Musica   |
| 2001                                                  | "Bloodline"                | —                      | —                      | God Hates Us All     |
| 2001                                                  | "God Send Death"           | —                      | —                      | God Hates Us All     |
| 2006                                                  | "Cult"                     | —                      | —                      | Christ Illusion      |
| 2006                                                  | "Eyes of the Insane"       | 15                     | 97                     | Christ Illusion      |
| 2006                                                  | "Jihad"                    | —                      | —                      | Christ Illusion      |
| 2008                                                  | "Psychopathy Red"          | —                      | —                      | World Painted Blood  |
| 2009                                                  | "Hate Worldwide"           | —                      | —                      | World Painted Blood  |
| 2010                                                  | "World Painted Blood"      | —                      | —                      | World Painted Blood  |
| 2014                                                  | "Implode"                  | —                      | —                      | Repentless           |
| 2015                                                  | "When the Stillness Comes" | —                      | —                      | Repentless           |
| 2015                                                  | "Repentless"               | —                      | —                      | Repentless           |
| "—" betecknar att singeln inte tog sig upp på listan. |                            |                        |                        |                      |

## Videoalbum
| År   | Albuminformation | Certifikat       |
| ---- | --- | ---------------- |
| 1995 | Live Intrusion - Släppt: 31 oktober 1995 - Skivbolag: American (AR #slay 001v) - Format: VHS, DVD                                    |                  |
| 2003 | War at the Warfield - Släppt: 29 juli 2003 - Skivbolag: American (AR #440 063 690-9) - Format: DVD                                   | USA: Guld        |
| 2004 | Still Reigning - Släppt: 26 oktober 2004 - Skivbolag: American (AR #B0003529-09) - Format: DVD                                       | USA: Guld        |
| 2010 | The Big 4 Live from Sofia, Bulgaria - Släppt: 29 oktober 2010 - Skivbolag: Universal (#06025 275 054-6 6) - Format: DVD, Blu-ray, CD | USA: 2× platinum |

## Musikvideor
| År   | Titel                  | Regissör(er)     |
| ---- | ---------------------- | ---------------- |
| 1990 | "Seasons in the Abyss" | Di Puglia Gerard |
| 1990 | "War Ensemble"         | —                |
| 1994 | "Dittohead"            | Jon Reiss        |
| 1994 | "Serenity in Murder"   | —                |
| 1995 | "Hell Awaits"          | Phil Tuckett     |
| 1995 | "Angel of Death"       | Phil Tuckett     |
| 1996 | "I Hate You"           | —                |
| 2001 | "Bloodline"            | Evan Bernard     |
| 2006 | "Eyes of the Insane"   | Tony Petrossian  |
| 2010 | "Psychopathy Red"      | —                |
| 2010 | "Beauty Through Order" | Ben Hibon        |
| 2010 | "World Painted Blood"  | Mark Brooks      |
| 2015 | "Repentless"           | BJ Mcdonnell     |
| 2016 | "You Against You       | BJ Mcdonnell     |
| 2016 | "Pride in Prejudice"   | BJ Mcdonnell     |

## Soundtracks
| År   | Titel                 | Film/album/spel                                          | Notering                                                                                           |
| ---- | --------------------- | -------------------------------------------------------- | -------------------------------------------------------------------------------------------------- |
| 1987 | "In-A-Gadda-Da-Vida"  | Less Than Zero (film)                                    | Iron Butterfly-cover.                                                                              |
| 1993 | "Disorder"            | Judgement Night (film)                                   | Med Ice-T. Medley på låtar av The Exploited, som senare finns med på Soundtrack to the Apocalypse. |
| 1997 | "No Remorse"          | Spawn (film)                                             | Med Atari Teenage Riot, som senare finns med på Soundtrack to the Apocalypse.                      |
| 1998 | "Human Disease"       | Bride of Chucky (film)                                   | Finns senare med på Soundtrack to the Apocalypse.                                                  |
| 1999 | "Here Comes the Pain" | WCW Mayhem: The Music (album)                            | Finns senare med på God Hates Us All.                                                              |
| 2000 | "Hand of Doom"        | Nativity in Black II: A Tribute to Black Sabbath (album) | Black Sabbath-cover.                                                                               |
| 2000 | "Bloodline"           | Dracula 2000 (film)                                      | Finns senare med på God Hates Us All.                                                              |
| 2002 | "Born to Be Wild"     | NASCAR: Crank It Up (album)                              | Steppenwolf-cover.                                                                                 |